# 傅崧卿
傅崧卿（?—?），字子骏，號樵風。南宋越州山阴人。
傅墨卿的堂弟。政和五年（1115年）進士。歷官考功员外郎兼太子舍人，與林靈素交惡，出为蒲圻县丞。南宋初年知越州、知婺州，“每言虜，言畔臣，必憤然扼腕裂眦，有不與俱生之意”。建炎五年（1131年）官绍兴府太守。陆游称其“大姿英粹，忠义绝人。”官至給事中。
在学术上，综合不同版本的《夏小正》，分析经传，作《夏小正传》，《四库全书总目》认为有功于后学。